# Алтимир
Алтимир (болг. Алтимир) — село в Болгарии. Находится в Врачанской области, входит в общину Бяла-Слатина. Население составляет 1224 человека.

## Политическая ситуация
В местном кметстве Алтимир, в состав которого входит Алтимир, должность кмета (старосты) исполняет Валентина  Цветкова Игнатова (ОБЕДИНЕНА ПАРТИЯ НА ПЕНСИОНЕРИТЕ В БЪЛГАРИЯ ОППБ) по результатам выборов.
Кмет (мэр) общины Бяла-Слатина — Венцислав Велков Василев (Болгарская социалистическая партия (БСП)) по результатам выборов.